# ホセ・マリア・ヒメネス (サッカー選手)
ホセ・マリア・ヒメネス・デ・バルガス（José María Giménez de Vargas, 1995年1月20日 - ）は、ウルグアイ・トレド出身のサッカー選手。ウルグアイ代表。アトレティコ・マドリード所属。ポジションはディフェンダー。

## 経歴

### ダヌービオ
2012年11月17日、17歳でウルグアイ・プリメーラ・ディビシオンのダヌービオFCでプロデビューを果たす。

### アトレティコ・マドリード

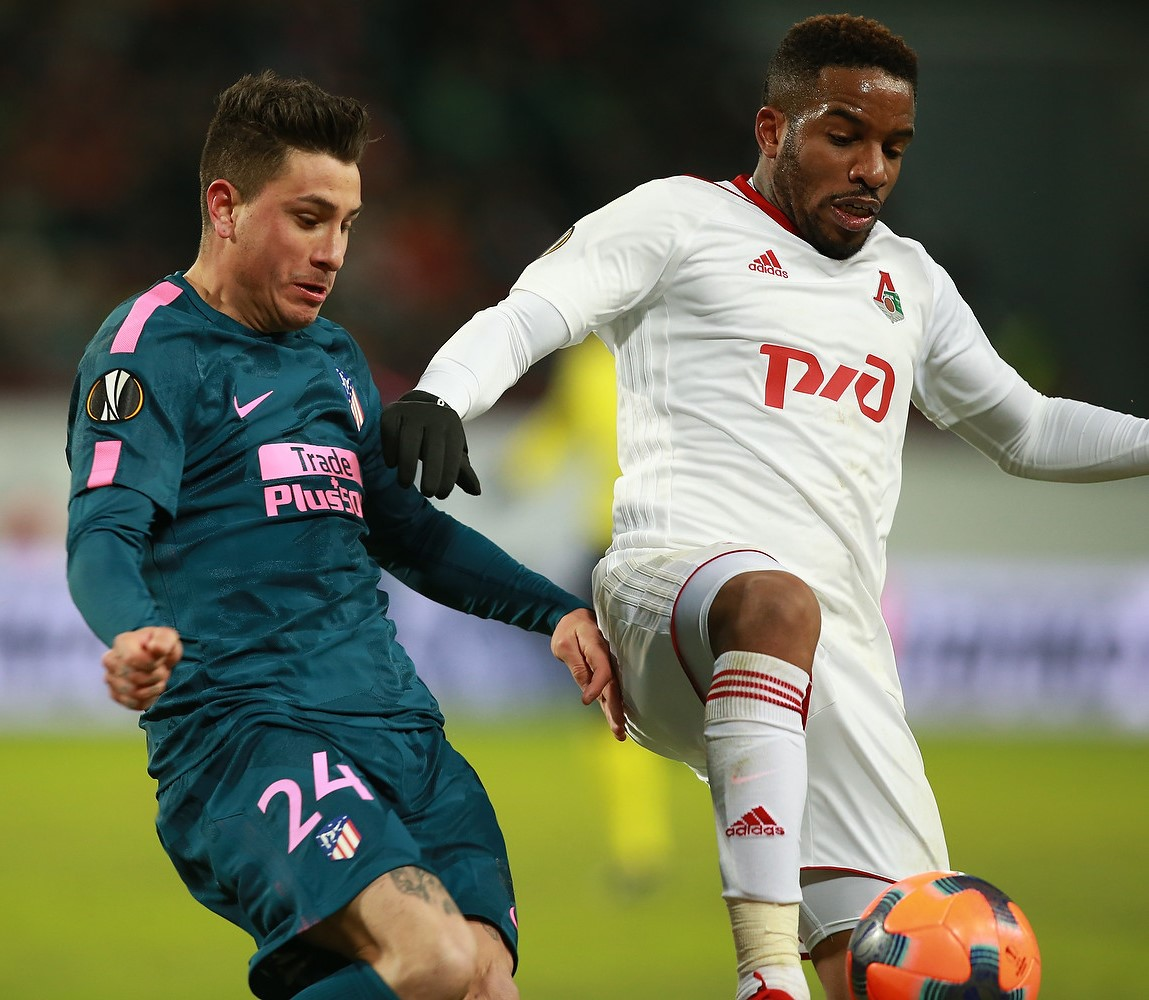
アトレティコでのヒメネス（2018年）

2013年4月25日、スペインのアトレティコ・マドリードと90万ユーロで契約し、2013-14シーズンのプレシーズンから加入することが明らかになった。9月14日、UDアルメリア戦に先発出場しアトレティコとリーガデビューを果たした。
2014年12月6日、アウェーでのエルチェCF戦でクラブ初ゴールを決めた。また、2015年1月のコパ・デル・レイで、レアル・マドリード相手にヘディングゴールを決め、勝利に貢献した。
2018年6月13日、アトレティコ・マドリードとの2023年までの契約延長が発表された。
2019-20シーズンから背番号を24番から同郷の先輩であるディエゴ・ゴディンの着けていた2番に変更。また、コケ、ヤン・オブラクに次ぐ第3キャプテンに選ばれた。

## 代表

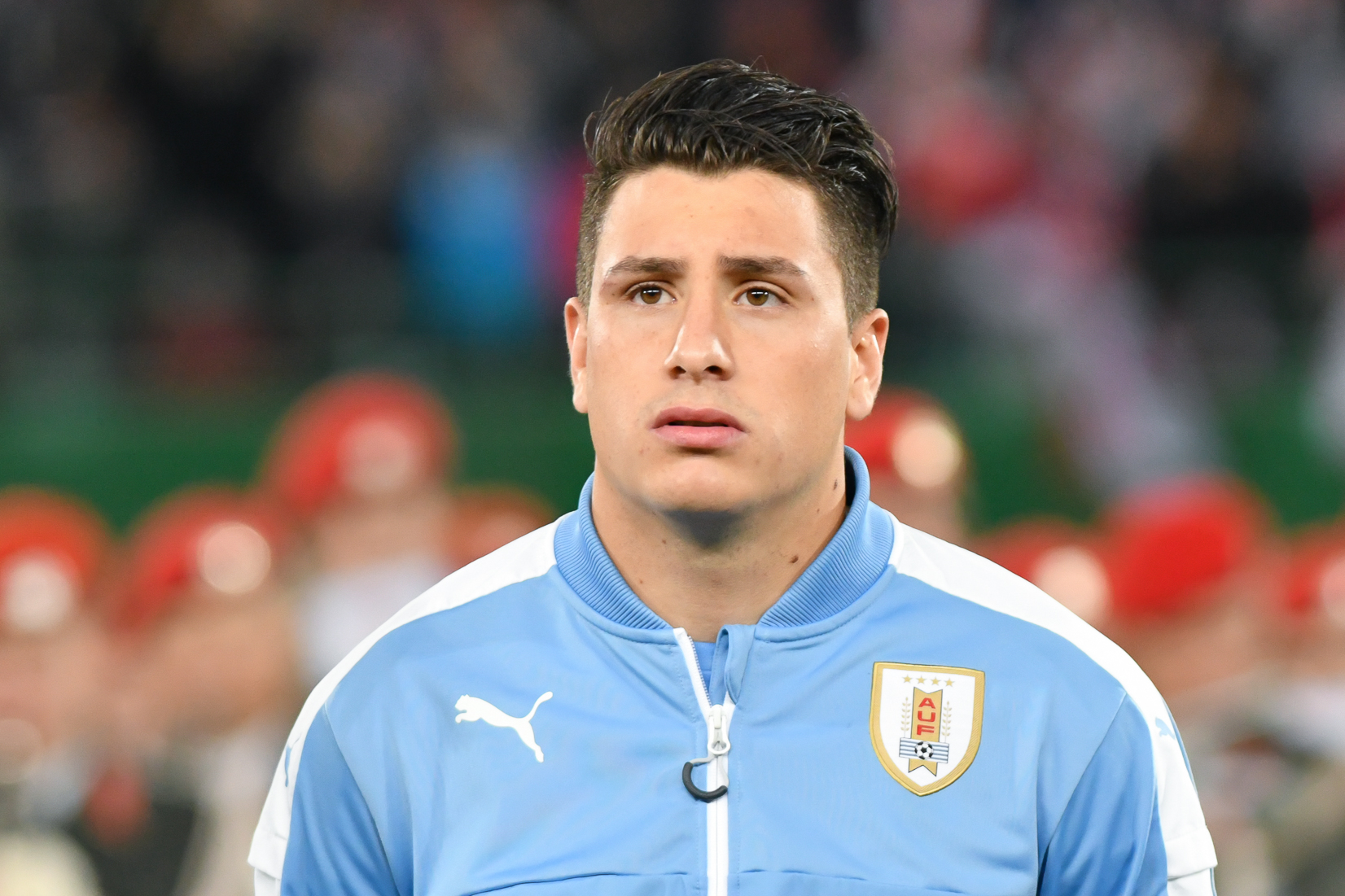
ウルグアイ代表でのヒメネス(2017年)

2013年6月、トルコで開催される2013 FIFA U-20ワールドカップに向けウルグアイU-20代表から招集を受け参加した。7試合すべてに出場し、決勝進出に貢献するも、決勝ではフランスU-20代表にPK戦で敗北した。
2014年6月、2014 FIFAワールドカップにコスタリカ戦を除く全3試合に出場したが、チームは2勝2敗の成績で大会を後にした。
2014年9月8日、韓国代表との親善試合で代表初得点を決めた。
2018年6月には、自身二度目となる2018 FIFAワールドカップロシア大会に参加した。アトレティコ・マドリードで共にプレーしているディエゴ・ゴディンとコンビを組み、グループステージのエジプト戦では試合終了間際のヘディングによる得点でチームを勝利へと導いた。準々決勝のフランス戦では敗北したものの、2大会ぶりのベスト8進出に貢献した
ベスト8のフランス戦では試合終了前のフランスのフリーキックの時に涙を流し話題を呼んだ
コパ・アメリカ2019では、大会ベストイレブンに選ばれた。
2022年11月10日、カタールW杯に向けたメンバーの1人に選ばれた。グループリーグ最終節のガーナ戦では、PKを与えられなかったことにより得失点差で決勝トーナメントに進出出来なかったことに腹を立て、試合後にも両チームの選手たちが揉める事件を起こし、さらにヒメネスは国際サッカー連盟（FIFA）関係者の背後から肘打ちを食らわせた決定的瞬間が映像に収められており、最低でも15試合出場停止処分の可能性があるとスペイン紙「AS」が報じられていた。2023年1月27日、FIFAはこの事件の主犯とされるヒメネス、フェルナンド・ムスレラに対し、4試合の出場停止処分と、奉仕活動、2万スイスフラン（約280万円）の罰金が課されることとなった。
2024年6月8日、コパ・アメリカ2024に出場するウルグアイ代表メンバーに選出された。

## 人物
10代の頃から付き合っていたレジーナ・ラフォーラ夫人と婚姻関係にあり、夫人との間にラウタロとルシアートと名付けられた2人の子供がいる。

## 個人成績

### クラブ
2023-24シーズン終了時点
| クラブ                   | シーズン | リーグ                | リーグ戦 | リーグ戦 | カップ戦 | カップ戦 | 国際大会 | 国際大会 | その他 | その他 | 合計 | 合計 |
| クラブ                   | シーズン | リーグ                | 出場     | 得点     | 出場     | 得点     | 出場     | 得点     | 出場   | 得点   | 出場 | 得点 |
| ------------------------ | -------- | --------------------- | -------- | -------- | -------- | -------- | -------- | -------- | ------ | ------ | ---- | ---- |
| ダヌービオ               | 2013     | ウルグアイ プリメーラ | 16       | 0        | 0        | 0        | -        | -        | 0      | 0      | 16   | 0    |
| ダヌービオ               | 通算     | 通算                  | 16       | 0        | 0        | 0        | -        | -        | 0      | 0      | 16   | 0    |
| アトレティコ・マドリード | 2013-14  | スペイン プリメーラ   | 1        | 0        | 1        | 0        | 0        | 0        | 0      | 0      | 2    | 0    |
| アトレティコ・マドリード | 2014-15  | スペイン プリメーラ   | 20       | 1        | 4        | 1        | 4        | 0        | 0      | 0      | 28   | 2    |
| アトレティコ・マドリード | 2015-16  | スペイン プリメーラ   | 27       | 1        | 2        | 0        | 8        | 0        | 0      | 0      | 37   | 1    |
| アトレティコ・マドリード | 2016-17  | スペイン プリメーラ   | 17       | 0        | 6        | 1        | 6        | 0        | 0      | 0      | 29   | 1    |
| アトレティコ・マドリード | 2017-18  | スペイン プリメーラ   | 23       | 1        | 4        | 1        | 11       | 0        | 0      | 0      | 38   | 2    |
| アトレティコ・マドリード | 2018-19  | スペイン プリメーラ   | 21       | 0        | 2        | 0        | 5        | 2        | 1      | 0      | 29   | 2    |
| アトレティコ・マドリード | 2019-20  | スペイン プリメーラ   | 21       | 0        | 0        | 0        | 5        | 0        | 1      | 0      | 27   | 0    |
| アトレティコ・マドリード | 2020-21  | スペイン プリメーラ   | 21       | 0        | 1        | 0        | 4        | 1        | 0      | 0      | 26   | 1    |
| アトレティコ・マドリード | 2021-22  | スペイン プリメーラ   | 24       | 1        | 1        | 0        | 7        | 0        | 1      | 0      | 33   | 1    |
| アトレティコ・マドリード | 2022-23  | スペイン プリメーラ   | 28       | 2        | 3        | 0        | 5        | 0        | -      | -      | 36   | 2    |
| アトレティコ・マドリード | 2023-24  | スペイン プリメーラ   | 22       | 0        | 3        | 0        | 7        | 0        | 1      | 0      | 33   | 0    |
| アトレティコ・マドリード | 通算     | 通算                  | 225      | 6        | 27       | 3        | 62       | 3        | 4      | 0      | 318  | 12   |
| 総通算                   | 総通算   | 総通算                | 231      | 6        | 27       | 3        | 62       | 3        | 4      | 0      | 334  | 12   |

## 代表歴

### 出場大会
- U-20ウルグアイ代表
  - 2013年 - FIFA U-20ワールドカップ（準優勝）

- ウルグアイ代表
  - 2014年 - 2014 FIFAワールドカップ（ベスト16）
  - 2015年 - コパ・アメリカ（ベスト16）
  - 2016年 - コパ・アメリカ・センテナリオ（グループリーグ敗退）
  - 2018年 - 2018 FIFAワールドカップ（ベスト8）
  - 2019年 - コパ・アメリカ2019（ベスト8）
  - 2021年 - コパ・アメリカ2021 (ベスト8)
  - 2022年 - 2022 FIFAワールドカップ (グループリーグ敗退)

### 試合数
2024年1月1日現在
- 国際Aマッチ 83試合 8得点 (2013年 - )[16]

| ウルグアイ代表 | 国際Aマッチ | 国際Aマッチ |
| 年             | 出場        | 得点        |
| -------------- | ----------- | ----------- |
| 2013           | 3           | 0           |
| 2014           | 12          | 2           |
| 2015           | 10          | 1           |
| 2016           | 5           | 0           |
| 2017           | 9           | 1           |
| 2018           | 8           | 3           |
| 2019           | 11          | 1           |
| 2020           | 2           | 0           |
| 2021           | 13          | 0           |
| 2022           | 8           | 0           |
| 2023           | 2           | 0           |
| 2024           |             |             |
| 通算           | 83          | 8           |

### 得点
| # | 開催日         | 開催地                                   | 対戦国         | スコア | 結果 | 大会                    |
| - | -------------- | ---------------------------------------- | -------------- | ------ | ---- | ----------------------- |
| 1 | 2014年9月8日   | 高陽市、高陽総合運動場                   | 韓国           | 0–1    | 0–1  | 親善試合                |
| 2 | 2014年11月13日 | モンテビデオ、エスタディオ・センテナリオ | コスタリカ     | 2–3    | 3–3  | 親善試合                |
| 3 | 2015年6月20日  | ラ・セレナ、エスタディオ・ラ・ポルタダ   | パラグアイ     | 1–0    | 1–1  | コパ・アメリカ2015      |
| 4 | 2017年6月4日   | ダブリン、アビバ・スタジアム             | アイルランド   | 1–1    | 3–1  | 親善試合                |
| 5 | 2018年6月7日   | モンテビデオ、エスタディオ・センテナリオ | ウズベキスタン | 3–0    | 3–0  | 親善試合                |
| 6 | 2018年6月15日  | エカテリンブルク、セントラル・スタジアム | エジプト       | 0–1    | 0–1  | 2018 FIFAワールドカップ |
| 7 | 2018年9月7日   | ヒューストン、NRGスタジアム              | メキシコ       | 0–1    | 1–4  | 親善試合                |
| 8 | 2019年6月20日  | ポルト・アレグレ、アレーナ・ド・グレミオ | 日本           | 2–2    | 2–2  | コパ・アメリカ2015      |

## タイトル

### クラブ
アトレティコ・マドリード
- ラ・リーガ : 2回 (2013-14, 2020-21)
- スーペルコパ・デ・エスパーニャ : 2014
- UEFAヨーロッパリーグ : 2017-18
- UEFAスーパーカップ : 2018

### 個人
- コパ・アメリカベストイレブン : 2019